# Arctisch en Antarctisch Onderzoeksinstituut
Het Arctisch en Antarctisch Onderzoeksinstituut (Russisch: Арктический и антарктический научно-исследовательский институт; Arktitsjeski i antarktitsjeski naoetsjno-issledovatelski institoet), afgekort AANII (ААНИИ) is het oudste Russische onderzoeksinstituut op het gebied van de Arctis en Antarctica. Het is gevestigd te Sint-Petersburg. De officiële naam is sinds 1994 Staats-wetenschappelijk centrum van de Russische Federatie - Arctisch en Antarctisch wetenschappelijk onderzoeksinstituut, afgekort GNTs RF AANII. Het AANII vormt nu onderdeel van de Federale Dienst van Rusland voor Hydrometeorologie en Toezicht op het Milieu.

## Activiteiten en structuur
Het AANII verricht een groot scala aan wetenschappelijke activiteiten in de Arctis en de Antarctis (verdeeld over 21 afdelingen) op het gebied van oceanografie, ijs-, oceaan- en landwaterfysica, meteorologie, hydrologie van Arctische riviermondingen, beschikbare waterbronnen, interactie tussen de oceaan en de atmosfeer, geofysica, zee-ijs, glaciologie, poolgeografie, hydrochemie, ecologie, interactie van scheepsrompen en andere civiele bouwwerken met ijs en poolmedicijnen.
Het instituut heeft daarnaast een centrum voor ijs- en hydrologische informatie, de Russische Antarctische Expeditie, een vloot van wetenschappelijke onderzoekschepen (waaronder het vlaggenschip de ijsbreker Akademik Fjodorov), een speciaal ijsbekken voor experimenten, een eigen computercentrum en een museum. Op basis van het AANII zijn het Russisch-Duitse Laboratorium voor Zee- en Poolstudies (vernoemd naar O.J. Schmidt) en het Russisch-Noorse Laboratorium voor de Studie van het Arctisch Klimaat (vernoemd naar de Fram) opgezet.
Huidige activiteiten
Na een lange stop vanaf 1991 wegens geldgebrek is vanaf 2003 opnieuw gestart met onderzoek in de Noordelijke IJszee vanaf de drijfijsstations "Noordpool". In 2003 was dit nummer 32 (Severny Poljoes-32 of SP-32) en ook in latere jaren werd het drijfijsstation opgezet (in 2007-2008 SP-35). In 2006 vertrok de 50e expeditie naar Antarctica.

## Geschiedenis
Het AANII werd op 3 maart 1920 opgericht als de Noordelijke Onderzoeks- en Handelsexpeditie (Severnaja naoetsjno-promyslovaja ekspeditsia) als onderdeel van de Wetenschappelijke en Technische Faculteit van de Raad voor Staatseconomie van de Hele Unie. In 1925 werd deze expeditie geherstructureerd tot het Instituut voor Studies van het Noorden (Institoet po izoetsjeniejoe Severa) en vijf jaar later tot het Arctisch Instituut van de Hele Unie (Vsesojoezny arktitsjeski institoet). In 1932 werd het instituut geïntegreerd in het Hoofdbestuur Noordelijke Zeeroute. In 1948 richtte het hoofdbestuur op basis van de afdeling geologie van het Arctisch Instituut van de Hele Unie het Onderzoeksinstituut voor Arctische Geologie (Naoetsjno-issledovatelski institoet geologii Arktika; afgekort NIIGA) op, dat onder jurisdictie kwam te staan van het Ministerie van Geologie van de Sovjet-Unie. In de jaren 30 werd een groot aantal poolexpedities ondernomen op ijsbrekers als de Georgi Sedov, A. Sibirjakov, Tsjeljoeskin en Sadko, waarbij een enorme hoeveelheid onderzoek werd verricht naar afgelegen poolgebieden en aangrenzende gebieden in het Arctisch Bekken (het diepzeegedeelte van de Noordelijke IJszee). In 1937 werd door het instituut het eerste drijfijsstation ter wereld ("Noordpool-1" of SP-1) gebouwd. In 1939 werd het instituut hernoemd tot Arctisch Onderzoeksinstituut.
In 1958 werd het Arctisch Instituut van de Hele Unie hernoemd tot het Arctisch en Antarctisch Onderzoeksinstituut in verband met uitbreiding van de activiteiten naar de Antarctis. In 1963 werd de AANII tot onderdeel gemaakt van het Hoofdbestuur van de Hydrometeorologische Dienst en stond onder jurisdictie van de Raad van Ministers van de Sovjet-Unie (nu de Federale Dienst van Rusland voor Hydrometeorologie en Toezicht op het Milieu). In 1967 kreeg het instituut de Orde van Lenin uitgereikt.
Gedurende haar geschiedenis van het instituut organiseerde het meer dan duizend expedities, waaronder tientallen luchtexpedities naar de poolgebieden, waarbij ruim 30 keer het bemande drijfijsstation Severni Poljoes ("Noordpool") werden vervoerd naar het centrale deel van het Arctisch gebied. In 1955 nam het AANII deel aan Antarctisch onderzoek. Vanaf 1958 stond het AANII aan de leiding van alle Antarctische expedities van de Sovjet-Unie, waarbij later veel geografische ontdekkingen werden gedaan. In 1968 deed het instituut ook onderzoek in de Atlantische Oceaan.
Bekende wetenschappers die voor het instituut werkten waren onder andere Aleksandr Karpinski, Aleksandr Fersman, Joeli Sjokalski, Nikolaj Knipovitsj, Lev Berg, Otto Schmidt, Rudolf Samojlovitsj, Vladimir Wieze, Nikolaj Zoebov, Pjotr Sjirsjov, Nikolaj Oervantsev en Jakov Gakkel.

## Directeuren van het AANII
- Rudolf Samojlovitsj (1920-1930 en 1932-1938) - professor en geoloog (in 1939 geliquideerd door de NKVD)
- Otto Schmidt (1920-1932) - academicus, wiskundige en geograaf
- Pjotr Sjirsjov (1938-1939) - academicus, waterbioloog
- Jevgeni Fjodorov (1939) - academicus, geofysicus
- Jakov Libin (1940-1941) - oceanoloog
- Leonid Balaksjin (1941-1942) - oceanoloog
- Semjon Slavin (1942) - econoom
- Viktor Boejnitski (1942-1947) - professor, oceanoloog
- Vasili Antonov (1947-1950) - professor, hydroloog
- Vjatsjeslav Frolov (1950-1960) - kandidat geografische wetenschappen (k.g.n.), meteoroloog
- Aleksej Trosjnikov (1960-1981) - academicus, oceanoloog, geograaf
- Boris Kroetskich (1981-1992) - doctor geografische wetenschappen (d.g.n.), oceanoloog
- Ivan Frolov (1992-2017) - d.g.n., oceanoloog
- Aleksandr Makarov (2017-nu) - d.g.n., geomorfoloog